# Ane Gabarain Gaztelumendi
Ane Gabarain Gaztelumendi (Sant Sebastià, Guipúscoa, 2 de juny de 1963), és una actriu basca.
Intèrpret majoritàriament còmica i coneguda sobretot en el País Basc, ha desenvolupat la major part de la seva trajectòria professional a diverses sèries d'ETB, com Bi eta bat, Jaun ta Jabe o Mi querido Klikowsky. En l'àmbit estatal ha exercit generalment papers episòdics, destacant petites intervencions en dues pel·lícules d'Álex de la Iglesia: La comunidad i 800 balas. També va interpretar el paper de Maritxu, a la sèrie Allí abajo i el de Miren a Patria.

## Filmografia
- 20.000 espècies d'abelles (2023)
- Agur Etxebeste (2019)
- Fe de etarras (2017)
- Loreak (2014)
- Sukalde kontuak (2009)
- El coche de pedales (2004)
- 800 balas (2002)
- La comunidad (2000)
- Pecata minuta (1999)
- 40 ezetz (1999)
- Fuma y deja fumar (1996)
- Sálvate si puedes (1995)
- Adiós Toby, adiós (1995)
- Maité (1994)
- Maider (1989)

## Televisió
- Detective Touré (2024)
- Patria (2020)
- Allí abajo (2015-2019)
- Goenkale (2013-2014)
- Bi eta bat (2012)
- El corazón del océano (2014)
- Mi querido Klikowsky (2006)
- Los Serrano (2005)
- Kilker Dema (2002)
- Periodistas (2000-2001)
- Policías, en el corazón de la calle (2001)
- 7 vidas (2000)
- Jaun ta jabe (1997)
- Bi eta bat (1990-1993)
- Águila roja (1 episodi)
- Benta Berri (1997)